# Rhagoderma nigriceps
Rhagoderma nigriceps är en spindeldjursart som först beskrevs av Pocock 1895.  Rhagoderma nigriceps ingår i släktet Rhagoderma och familjen Rhagodidae. Inga underarter finns listade i Catalogue of Life.